# João Marcelo
João Marcelo Messias Ferreira (nascido em 13 de junho de 2000) é um futebolista profissional brasileiro que atua como zagueiro no Cruzeiro, clube da Série A do Campeonato Brasileiro.